# Guty Duże
Guty Duże – wieś sołecka w Polsce położona w województwie mazowieckim, w powiecie makowskim, w gminie Czerwonka.
W latach 1954–1959 wieś należała i była siedzibą władz gromady Guty Duże, po jej zniesieniu w gromadzie Czerwonka. W latach 1975–1998 miejscowość administracyjnie należała do województwa ostrołęckiego.

## Religia
Wierni Kościoła rzymskokatolickiego należą do parafii św. Małgorzaty w Gąsewie Poduchownym. We wsi znajduje się kaplica dojazdowa, mieszcząca się w budynku szkoły.  